# 二甲胺
二甲胺是一种有机化合物，分子式(CH3)2NH。这种仲胺是一种无色易燃气体，具有氨味和鱼腥味。最常见的是二甲胺的40%水溶液。在2005年，大约27万吨二甲胺被生产出来。

## 结构与属性
二甲胺分子包括一个被两个甲基取代且连有一个氢的氮。二甲胺是一个碱，其对应的季铵盐CH3-NH2+-CH3的pKa为10.73，超过了甲胺（10.64）和三甲胺（9.79）。
二甲胺可以与酸反应得到盐，比如盐酸二甲胺，一种无味的白色固体，熔点171.5 °C。二甲胺可通过甲醇和氨在高温和高压下催化制得：
2 CH3OH  +  NH3   →  (CH3)2NH  +  2 H2O

## 用途
二甲胺是合成许多重要化工产品的前体。它可以与二硫化碳反应制得二甲基二硫代氨基甲酸盐，一种在橡胶的硫化中广泛使用的物质前体。溶剂二甲基甲酰胺和二甲基乙酰胺也是通过二甲胺制备的，它们是制备许多农药和药品的原料，比如苯海拉明。化学武器塔崩可由二甲胺制备。表面活性剂十二烷基二甲胺氧化物在肥皂和洗涤剂中的应用也很广泛。火箭燃料偏二甲肼也通过二甲胺制备。

## 生物化学
德国蟑螂利用二甲胺作为沟通信息素。

## 应急处理
皮肤接触：立即脱去被污染的衣着，用大量流动清水冲洗，至少15min。就医。 眼睛接触：立即提起眼睑，用大量流动清水或生理盐水彻底冲洗至少15min。就医。 吸入：迅速脱离现场至空气新鲜处。保持呼吸道通畅。如呼吸困难，给予输氧。如呼吸停止，立即进行人工呼吸。就医。 食入：误服者用水漱口，给饮牛奶或蛋清。就医。 呼吸系统防护：空气中浓度超标时，建议佩戴自吸过滤式防毒面具(全面罩)。紧急事态抢救或撤离时，建议佩戴氧气呼吸器或空气呼吸器。 眼睛防护：呼吸系统防护中已作防护。 身体防护：穿防静电工作服。 手防护：戴橡胶手套。 其他：工作现场严禁吸烟、进食和饮水。工作毕，淋浴更衣。 泄漏应急处理：有害燃烧产物：一氧化碳、二氧化碳、氧化氮。 灭火方法：切断气源。若不能切断气源，则不允许熄灭泄漏处的火焰。喷水冷却容器，可能的话将容器从火场移至空旷处。灭火剂：雾状水、抗溶性泡沫、干粉、二氧化碳。